# Floirac (Lot)
 Floirac  es una comuna y población de Francia, en la región de Mediodía-Pirineos, departamento de Lot, en el distrito de Gourdon y cantón de Martel.
Su población en el censo de 1999 era de 277 habitantes.
Está integrada en la Communauté de communes du Canton de Martel .

## Demografía
| 360 | 365 | 337 | 291 | 242 | 277 |
| Para los censos de 1962 a 1999 la población legal corresponde a la población sin duplicidades (Fuente: INSEE [Consultar]) |     |     |     |     |     |